# Champagne Châlons Reims Basket
Lo Champagne Châlons Reims Basket è una società cestistica avente sede a Châlons-en-Champagne e Reims, in Francia. Fondata nel 2010 dalla fusione dell'ESPE Basket Châlons-en-Champagne e del Reims Champagne Basket, gioca nel campionato francese.

## Roster 2021-2022
Aggiornato al 1º settembre 2021.
|    | Naz.                                        | Ruolo | Sportivo          | Anno | Alt. | Peso | Note |
| -- | ------------------------------------------- | ----- | ----------------- | ---- | ---- | ---- | ---- |
| 0  | Stati Uniti (bandiera)                      | P     | Scottie Reynolds  | 1987 | 188  | 87   |      |
| 1  | Francia (bandiera)                          | P     | Enzo Goudou-Sinha | 1998 | 182  | 77   |      |
| 2  | Francia (bandiera)                          | G     | Felix Bastien     | 2001 | 190  |      |      |
| 3  | Belgio (bandiera)                           | G     | Jean Salumu       | 1990 | 192  | 88   |      |
| 5  | Stati Uniti (bandiera)                      | AP    | Donte Grantham    | 1995 | 203  | 98   |      |
| 8  | Francia (bandiera)                          | C     | Neal Sako         | 1998 | 210  | 102  |      |
| 9  | Camerun (bandiera) · Francia (bandiera)     | C     | Junior Mbida      | 1990 | 206  | 95   |      |
| 10 | Stati Uniti (bandiera) · Nigeria (bandiera) | C     | Gani Lawal        | 1988 | 206  | 106  |      |
| 15 | Stati Uniti (bandiera)                      | AP    | Myke Henry        | 1992 | 198  | 108  |      |
| 24 | Francia (bandiera)                          | G     | Jessie Begarin    | 1988 | 191  | 86   |      |

### Staff tecnico
| Allenatore: | Cédric Heitz    |
| Assistente: | Frédéric Jaudon |